# Universidade da Amazônia
A Universidade da Amazônia (UNAMA), inicialmente denominada União das Escolas Superiores do Pará - UNESPA, é uma instituição de ensino superior brasileira privada pluridisciplinar, com sede na cidade de Belém, no estado do Pará, fundada em 1987. É uma instituição pluralista, apartidária, dialogal e católica, integrante do Grupo Ser Educacional e, financiada com contribuições de seus estudantes e de convênios e contratos com instituições públicas e privadas. Em 1993 a denominação mudou para Universidade da Amazônia.
Esta é considerada a primeira instituição de ensino superior privada do Norte do Brasil a receber o título de "universidade".
É uma universidade presencial e também virtual, integrada ao Instituto Universidade Virtual Brasileira - IUVB, desde novembro de 2014.
O Grupo Ser Educacional é uma empresa de capital aberto, com projeto e planejamento de expansão em âmbito nacional, que atende mais de 125 mil alunos, em 30 unidades, distribuídas em 21 cidades de 11 estados do Norte e Nordeste.

## História
No século XVII, a cidade de Belém era considerada a "Veneza Americana",  cortada por igarapés e igapós, que formavam as ruas d'água (do tupi: significa "caminho de canoa"). Conta-se que no banhado, onde está localizada o campus sede Unama Alcindo Cacela, aportavam barcos de: indígenas, ribeirinhos e, colonizadores, que usavama como posto de comunicação com rios da Amazônia e de repasse da produção alimentícia do interior do estado.
Na década de 1970, inicia a expansão imobiliária no bairro do Umarizal, foram compradas as primeiras terras do banhado e, transformas na vacaria Velho Quintas, que em 1977 foram adquiridas pelo Centro de Estudos Superiores do Pará - CESEP. Em 1987, este juntou-se às Faculdades Integradas Colégio Moderno formando no banhado (o porto do conhecimento) a União das Escolas Superiores do Pará - UNESPA, que em 1993 a denominação mudou para Universidade da Amazônia.

## Campi
A Universidade da Amazônia possui os seguintes campi e suas localizações:

### Pará
- Belém
  - Campus UNAMA Alcindo Cacela: Av. Alcindo Cacela, 287 (Umarizal) - SEDE
  - Campus UNAMA Gentil: Av. Gentil Bitencourt, 1808 (Nazaré)
  - Campus UNAMA Parque Shopping: Av. Augusto Montenegro, 4300 (Parque Verde)
- Ananindeua
  - Campus UNAMA Ananindeua: Rod. BR-316 Km 03, 8420 (Coqueiro)
- Bragança
  - Campus UNAMA Bragança: Tv. Cel. Antônio Pedro, 6868 (Centro)
- Castanhal
  - Campus UNAMA Castanhal: Tv. Quintino Bocaiúva, 1845 (Centro)
- Marabá
  - Campus UNAMA Marabá: Partage Shopping Marabá - BR-230, 68507 (Nova Marabá)
- Santarém
  - Campus UNAMA Santarém: R. Rosa Vermelha, 335 (Aeroporto Velho)

### Acre
- Rio Branco
  - Campus UNAMA Rio Branco: Via Verde Shopping - Estr. da Floresta, 2320 (Floresta Sul)

### Amapá
- Macapá
  - Campus UNAMA Macapá: Amapá Garden Shopping - Rod. Juscelino Kubitscheck, 2141 - Km 2 (Universidade)

### Rondônia
- Porto Velho
  - Campus UNAMA Porto Velho: R. Rafael Vaz e Silva, 1225 (Nossa Sra. das Graças)

### Roraima
- Boa Vista
  - Campus UNAMA Boa Vista: Roraima Garden Shopping - Av. Ville Roy, 1544 (Caçari)

## Formas de ingresso

### Vestibular Tradicional
O ingresso na universidade ocorre através do certame vestibular no formato tradicional, realizado duas vezes ao ano, constituído por apenas uma fase. Onde os candidatos devem responder questões de: língua portuguesa, conhecimentos gerais e, raciocínio lógico, além de desenvolverem uma redação.

### Vestibular Agendado
Além do formato tradicional, os candidatos também podem ingressar via vestibular agendado, que visa adequar uma data de acordo com à disponibilidade de tempo e horário do candidato.

### Enem
A Universidade da Amazônia aceita o ingresso através do desempenho de alunos no Exame Nacional do Ensino Médio - Enem, desde que tenham realizado uma das provas no período de cinco anos. Sendo necessário apresentar o histórico de notas do Exame e ter obtido média de 200 pontos, sem ter zerado alguma das provas.

## Cursos
A Universidade da Amazônia oferta diversos cursos de graduação presencial, além na modalidade de Ensino a Distância (EaD):  Segue a baixo a lista dos cursos ofertados de modalidade presencial e semi-presencial e sua disponibilidade nos campi da UNAMA. 
| -                                      | UNAMA Alcindo Cacela | UNAMA Parque Shopping | UNAMA Gentil | UNAMA Ananindeua | UNAMA Bragança | UNAMA Castanhal | UNAMA Marabá | UNAMA Santarém | UNAMA Rio Branco | UNAMA Macapá | UNAMA Porto Velho | UNAMA Boa Vista |
| -------------------------------------- | -------------------- | --------------------- | ------------ | ---------------- | -------------- | --------------- | ------------ | -------------- | ---------------- | ------------ | ----------------- | --------------- |
| Administração                          | Sim                  | Sim                   | Sim          | Sim              |                |                 |              | Sim            | Sim              |              |                   |                 |
| Agronomia                              | -                    |                       |              |                  |                |                 |              |                |                  |              | Sim               |                 |
| Análise e Desenvolviemento de Sistemas | Sim                  |                       |              |                  |                |                 |              | Sim            |                  |              |                   |                 |
| Arquitetura e Urbanismo                | Sim                  |                       |              | Sim              |                |                 |              | Sim            |                  |              | Sim               | Sim             |
| Artes Visuais                          | Sim                  |                       | Sim          | -                |                |                 |              | -              |                  |              | -                 | -               |
| Biomedicina                            | Sim                  | Sim                   | -            | Sim              |                | Sim             | Sim          | Sim            |                  |              | Sim               | Sim             |
| Ciência da Computação                  | Sim                  | Sim                   |              |                  |                |                 |              | Sim            |                  |              |                   |                 |
| Ciências Biológicas - Licenciatura     | Sim                  |                       | Sim          |                  |                |                 |              | Sim            |                  |              |                   |                 |
| Ciências Contábeis                     | Sim                  | -                     | Sim          | Sim              |                | Sim             | -            | Sim            |                  |              |                   |                 |
| Ciências Econômicas                    | Sim                  | Sim                   |              |                  |                |                 |              | -              |                  |              |                   |                 |
| Ciências Políticas                     | Sim                  | Sim                   |              |                  |                |                 |              | Sim            |                  |              |                   |                 |
| Coaching Digital                       | Sim                  |                       |              |                  |                |                 |              | Sim            |                  |              |                   |                 |
| Coaching e Mentoring                   | Sim                  |                       |              |                  |                |                 |              | -              |                  |              |                   |                 |
| Coding                                 | Sim                  | Sim                   |              |                  |                |                 |              | Sim            |                  |              |                   |                 |
| Data Science                           | Sim                  | Sim                   |              |                  |                |                 |              | Sim            |                  |              |                   |                 |
| Design de Interiores                   | Sim                  |                       |              |                  |                |                 |              |                |                  |              |                   |                 |
| Design Gráfico                         | Sim                  |                       |              |                  |                |                 |              |                |                  |              |                   |                 |
| Digital Security                       | Sim                  | Sim                   |              |                  |                |                 |              | Sim            |                  |              |                   |                 |
| Direito                                | Sim                  |                       |              | Sim              | Sim            | Sim             | Sim          | Sim            | Sim              | Sim          | Sim               | Sim             |
| Educação Física - Bacharelado          | -                    | Sim                   | Sim          | Sim              |                |                 |              | Sim            | Sim              | Sim          | Sim               |                 |
| Empreendedorismo Digital               | Sim                  | Sim                   |              |                  |                |                 |              | Sim            |                  |              |                   |                 |
| Enfermagem                             | Sim                  | Sim                   | -            | Sim              |                | -               | Sim          | Sim            | Sim              | Sim          | Sim               | Sim             |
| Engenharia Ambiental                   | -                    | Sim                   |              |                  |                |                 |              | -              |                  |              |                   |                 |
| Engenharia Ambiental e Sanitária       | -                    |                       |              |                  |                |                 |              | Sim            |                  |              |                   |                 |
| Engenharia Civil                       | Sim                  | Sim                   | Sim          | Sim              |                | Sim             | -            | Sim            | -                | Sim          | Sim               | Sim             |
| Engenharia da Computação               | -                    | -                     |              |                  |                |                 |              | Sim            |                  |              | Sim               |                 |
| Engenharia de Produção                 | -                    | Sim                   |              |                  |                |                 |              | Sim            |                  |              | Sim               |                 |
| Engenharia Elétrica                    | Sim                  |                       |              |                  |                |                 |              | Sim            |                  |              | -                 |                 |
| Engenharia Mecânica                    | Sim                  | -                     | Sim          | Sim              |                |                 |              |                |                  |              | Sim               |                 |
| Estética e Cosmética                   | Sim                  |                       |              |                  |                | Sim             |              |                |                  |              | -                 | Sim             |
| Farmácia                               | Sim                  | Sim                   | -            | Sim              | Sim            | Sim             |              | Sim            | Sim              | -            | Sim               | Sim             |
| Filmmaker                              | Sim                  | -                     |              |                  |                | -               |              | Sim            | -                |              | -                 | -               |
| Fisioterapia                           | -                    | Sim                   | Sim          | Sim              | Sim            | Sim             | Sim          | Sim            | Sim              | Sim          | Sim               | Sim             |
| Game Desing                            | -                    | -                     |              |                  |                | -               | -            | Sim            |                  |              |                   |                 |
| Fonoaudiologia                         | Sim                  | Sim                   |              |                  | Sim            | Sim             | -            | Sim            |                  |              |                   |                 |
| Gastronomia                            | Sim                  |                       |              | Sim              |                | Sim             | -            | Sim            |                  |              |                   |                 |
| Gestão da Tecnologia da Informação     | -                    |                       |              | -                |                |                 |              | Sim            |                  |              |                   |                 |
| Gestão de Recursos Humanos             | Sim                  |                       |              | Sim              |                |                 |              |                |                  |              |                   |                 |
| História                               | -                    |                       | Sim          | -                |                |                 |              |                |                  |              |                   |                 |
| Jornalismo                             | Sim                  |                       | -            | Sim              |                |                 |              | Sim            |                  |              |                   |                 |
| Letras - Português                     | Sim                  |                       | Sim          | -                |                |                 |              |                |                  |              |                   |                 |
| Logistica                              | Sim                  |                       |              | Sim              |                |                 |              |                |                  |              |                   |                 |
| Marketing                              | Sim                  |                       |              |                  |                |                 |              |                |                  |              |                   |                 |
| Medicina                               |                      |                       |              |                  |                |                 |              | Sim            |                  |              |                   |                 |
| Medicina Veterinária                   | Sim                  | Sim                   |              |                  | Sim            | Sim             | -            | Sim            | -                | -            | Sim               | Sim             |
| Moda                                   | Sim                  |                       |              |                  |                | -               |              | -              |                  |              | -                 | -               |
| Nutrição                               | Sim                  | Sim                   | -            | Sim              | Sim            | Sim             | -            | Sim            | Sim              | -            | Sim               | Sim             |
| Odontologia                            | -                    | Sim                   | Sim          | Sim              | Sim            |                 |              | Sim            | Sim              | Sim          | Sim               | Sim             |
| Pedagogia                              | -                    | Sim                   | Sim          | Sim              |                |                 |              | Sim            |                  |              |                   |                 |
| Podologia                              | -                    | Sim                   | -            | -                |                |                 |              | Sim            |                  |              |                   |                 |
| Psicologia                             | -                    | Sim                   | Sim          | Sim              | Sim            | Sim             | Sim          | Sim            | Sim              | -            | Sim               | Sim             |
| Publicidade e Propaganda               | Sim                  |                       |              | -                |                |                 |              | Sim            |                  |              |                   |                 |
| Radiologia                             | Sim                  |                       |              | -                |                |                 |              | Sim            |                  |              |                   |                 |
| Rede de Computadores                   | -                    |                       |              | Sim              |                |                 |              | Sim            |                  |              |                   |                 |
| Relações Internacionais                | Sim                  |                       |              |                  |                |                 |              | -              |                  |              |                   |                 |
| Service Design                         | Sim                  |                       |              |                  |                |                 |              | Sim            |                  |              |                   |                 |
| Serviço Social                         | Sim                  | Sim                   | -            | Sim              |                |                 |              | -              |                  |              |                   |                 |
| Sistemas de Informação                 | Sim                  |                       |              |                  |                |                 |              | Sim            |                  |              |                   |                 |
| Streaming Profissional                 | -                    |                       |              |                  |                |                 |              | Sim            |                  |              |                   |                 |
| Terapia Ocupacional                    | Sim                  | Sim                   |              |                  |                | Sim             | -            | Sim            |                  |              |                   |                 |